# كريستيان أليساندريني
كريستيان أليساندريني (بالإسبانية: Cristián Alessandrini) (27 مايو 1985 في الأرجنتين - ) هو لاعب كرة قدم أرجنتيني في مركز الهجوم. لعب مع أونس كالداس وAtlético Venezuela C.F. ‏.

## وصلات خارجية
- كريستيان أليساندريني على موقع قاعدة بيانات كرة القدم.إي يو (الإنجليزية)
- كريستيان أليساندريني على موقع Soccerway.com (الإنجليزية)
- كريستيان أليساندريني على موقع AS.com (الإسبانية)